# The Platinum Collection (album Deep Purplea)
The Platinum Collection kompilacijski je album britanskog hard rock sastava Deep Purple, kojeg 2005. godine objavljuje diskografska kuća, 'EMI'.
Kompilacija sadrži probrane skladbe od njihovog prvog studijskog albuma Shades of Deep Purple, do zadnjeg objavljenog materijala prije ove kompilacije, albuma Bananas.

## Popis pjesama
Sve pjesme napisali su Ian Gillan, Ritchie Blackmore, Roger Glover, Jon Lord i Ian Paice, osim gdje je drugačije naznačeno.

### Disk 1
1. "Hush" (Joe South) – 4:26
2. "Mandrake Root" (Rod Evans, Blackmore, Lord) – 6:11
3. "Hey Joe" (Billy Roberts) – 7:27
4. "Kentucky Woman" (Neil Diamond) – 4:42
5. "Wring That Neck" (Blackmore, Nick Simper, Lord, Paice) – 5:12
6. "Shield" (Evans, Blackmore, Lord) – 6:03
7. "Bird Has Flown" (Evans, Blackmore, Lord) – 2:53
8. "Emmaretta" (Evans, Blackmore, Lord) – 3:07
9. "Hallelujah" (Roger Cook, Roger Greenaway) – 3:41
10. "Black Night" (singl verzija) – 3:27
11. "Speed King" – 5:51
12. "Flight of the Rat" – 7:52
13. "Child in Time" – 10:20

### Disk 2
1. "Fireball" – 3:24
2. "Strange Kind of Woman" – 3:51
3. "Demon's Eye" – 5:20
4. "No One Came" (1996 remix) – 6:24
5. "Highway Star" (1997 remix) – 6:29
6. "Smoke on the Water" – 5:41
7. "When a Blind Man Cries]]" (1997 remix) – 3:30
8. "Space Truckin'" (1997 remix) – 4:56
9. "Lazy" (uživo) – 10:33
10. "Never Before" (live) – 3:57
11. "Woman from Tokyo" – 5:49
12. "Smooth Dancer" – 4:09
13. "Mary Long" – 4:24
14. "Burn" (singl obrada) (David Coverdale, Blackmore, Lord, Paice) – 4:33

### Disk 3
1. "Might Just Take Your Life" (Coverdale, Blackmore, Lord, Paice) – 4:38
2. "Coronarias Redig" (Blackmore, Lord, Paice) – 4:53
3. "Stormbringer" (Coverdale, Blackmore) – 4:05
4. "Hold On" (Coverdale, Glenn Hughes, Lord, Paice) – 5:05
5. "Soldier of Fortune" (Coverdale, Blackmore) – 3:14
6. "Mistreated" (uživo) (Coverdale, Blackmore) – 11:35
7. "You Keep on Moving" (Coverdale, Hughes) – 5:18
8. "Love Child" (Coverdale, Tommy Bolin) – 3:05
9. "Drifter" (Coverdale, Bolin) – 4:00
10. "Perfect Strangers" (uživo) – 6:23
11. "Vavoom: Ted the Mechanic" (uživo) (Gillan, Steve Morse, Glover, Lord, Paice) – 4:33
12. "Any Fule Kno That" (Gillan, Morse, Glover, Lord, Paice) – 4:28
13. "Bludsucker" – 4:27
14. "Sun Goes Down" (Gillan, Morse, Glover, Don Airey, Paice) – 4:15

## Vanjske poveznice
- Allmusic.com  Arhivirana inačica izvorne stranice od 21. ožujka 2021. (Wayback Machine) - Deep Purple - The Platinum Collection